# Art Carney
Art Carney, född 4 november 1918 i Mount Vernon, New York, död 9 november 2003 i Chester, Connecticut, var en amerikansk skådespelare.
Carney började sin karriär som komiker tillsammans med bland andra buktalaren Edgar Bergen.
Under andra världskriget tjänstgjorde han i amerikanska armén och var med vid landstigningen 1944 vid Omaha Beach i Normandie, där han skadades av granatsplitter och sedan dess haltade lätt.
Efter kriget satsade han på en karriär som dramatisk skådespelare och komiker. Han vann stor popularitet i rollen som kloakarbetaren Ed Norton i TV-serien The Honeymooners som ingick i The Jackie Gleason Show, och som blev så populär att den fick en egen serie åren 1955-1956. Han hade stora framgångar på Broadway, bland annat i Omaka par.
I början på 1960-talet var han en period inlagd på ett psykiatriskt sjukhus i New York på grund av sina svåra grubblerier och alkoholism.
Han tilldelades en Oscar för bästa manliga huvudroll 1974 för sin roll i Harry och Tonto. Carney erhöll också sex Emmyutmärkelser under sin karriär, fem av dem för rollen som Ed Norton. Hans sista roll var som Frank i Den siste actionhjälten (1993).

## Filmografi i urval
- 1955–1956 – The Honeymooners (TV-serie)
- 1964 – Den gula Rolls-Roycen
- 1967 – Guide för gifta män
- 1974 – Harry och Tonto
- 1977 – I elfte timmen
- 1977 – Scott Joplin
- 1981 – SOS Vancouver!
- 1982 – Tack vare doktorn (TV-film)
- 1990 – Where Pigeons Go to Die (TV-film)
- 1993 – Den siste actionhjälten